# Томашевич, Владимир Антонович
Влади́мир Анто́нович Томаше́вич (22 февраля 1899, Минск — 8 октября 1983, Минск) — белорусский советский экономист. Кандидат экономических наук (1953). Ректор Белорусского государственного университета с 1946 по 1949 год.

## Биография
Родился 22 февраля 1899 года в Минске в рабочей семье. С пятнадцати лет работал наборщиком в типографии Либаво-Роменской железной дороги. В 1918 году вступил в Красную Армию.
В 1921 году был направлен в Коммунистический университет имени Я. М. Свердлова в Москве, который окончил в 1924 году по специальности «Административное право». До 1928 года работал пропагандистом.
С 1929 по 1932 год работал заместителем ректора по учебной части и заведующим кафедрой советской экономики Белорусского государственного университета. В 1933-1934 годах работал заместителем начальника отдела пропаганды и агитации Гомельского горкома ВКП(б) Белоруссии. В 1938—1941 годах работал заведующим кафедрой политической экономии Всесоюзного заочного финансово-экономического института (Москва). Доцент с 1939 года.
В 1941-1942 годах находился на фронте, в 1942 году был ранен, лечился в госпитале.
В 1942—1944 годах работал доцентом кафедры политэкономии Московского института инженеров транспорта, с 1944 по 1946 год был секретарём минского обкома КП(б) Белоруссии, а также заведующим кафедрой политэкономии Минского педагогического института.
С 1946 по 1949 год работал ректором Белорусского государственного университета, с 1948 по 1965 год — заведующим кафедрой политэкономии. Способствовал тому, что БГУ получил право защиты кандидатских диссертации по политэкономии.
В 1949—1950 годах избран секретарём ЦК КП(б) Белоруссии. В 1953 году защитил кандидатскую диссертацию на тему «Социалистическая индустриализация БССР». С 1954 по 1956 год проходил докторантуру в Москве. В 1965 году уходит в отставку и до пенсии (1974) работал доцентом кафедры политэкономии БГУ.

## Научная деятельность
Исследовал процесс индустриализации народного хозяйства Белоруссии. Опубликовал около 30 научных статей, подготовил 10 кандидатов экономических наук.

## Награды и премии
- Орден Ленина